# Pont-Neuf (Toulouse)
Pour les articles homonymes, voir Pont Neuf (homonymie).
Le Pont-Neuf est un pont de Toulouse sur la Garonne, il relie la place du Pont-Neuf à la rue de la République. Construit aux XVIe et  XVIIe siècles il est, en dépit de son nom, le plus vieux pont de la ville franchissant la Garonne,. Le Pont-Neuf constituait autrefois une entrée de la cité, symbolisée sur la rive gauche par un arc de triomphe (détruit en 1860) portant une statue équestre du roi Louis XIII.
Envisagée par les capitouls dès la fin du XVe siècle, la décision de construire un grand pont sur la Garonne à Toulouse fut poussée par le roi François Ier qui y voyait un intérêt stratégique face à l'Espagne alors menaçante de Charles Quint. En 1541, François Ier autorisa à cet effet la levée d'un impôt spécial sur la région, des études furent menées dès 1542 et les travaux commencèrent l'année suivante.
Par l'ampleur du chantier et les techniques novatrices mises en oeuvre pour surmonter les difficultés de sa construction, qui dura près d'un siècle (mise en service en 1632, inauguration par le roi Louis XIV en 1659), le Pont-Neuf de Toulouse est considéré comme un chef-d'œuvre de la Renaissance et du début du XVIIe siècle. Commencé au XVIe siècle par des hommes de l'art toulousains, il fut terminé par l'architecte parisien Jacques Lemercier. Avec le Pont Neuf de Paris et le pont Henri-IV de Châtellerault, le pont de Toulouse appartient à une nouvelle génération d’ouvrages novateurs débarrassés des habitations et boutiques qui encombraient le tablier des ponts médiévaux. De plus, Lemercier fit la synthèse entre des ponts de l'Antiquité romaine, pour l'emploi des becs superposés destinés à écarter le courant et pour les ouvertures sur les piles, et des ouvrages de la Renaissance italienne tels le pont Sisto de Rome pour ses oculus ou le pont Santa Trinita de Florence pour le surbaissement des arches permettant de modérer le dénivellement.

## Situation géographique
Le Pont-Neuf se situe en aval du  Pont Saint-Michel  et en amont du Pont Saint-Pierre.
Son cheminement s'inscrit dans l'alignement rectiligne de la rue commençant place Dupuy, en passant par la place Esquirol, la place Saint-Cyprien et la place de la Patte-d’Oie, pour se prolonger par les avenues de Lardenne et de Lombez.

## Histoire

### Historique de la construction du pont

#### 1542-1550: début des travaux et premières difficultés
En 1542, les premiers experts appelés pour dresser le projet de pont commencèrent des sondages du lit de la Garonne pour déterminer les meilleurs sites d'implantation des piles. Ils n'en tirèrent qu'une connaissance superficielle du lit du fleuve, mais préconisèrent la construction de sept piles et huit arches. Sous la direction de Nicolas Bachelier, célèbre architecte de la Renaissance toulousaine, la première pile (proche de la rive gauche) fut édifiée rapidement et sans difficulté particulière en 1544. Mais dès la construction de la culée de la rive gauche (sans doute terminée vers 1550), les constructeurs se heurtèrent aux écueils qui allaient rendre si longue et difficile la construction du pont : manque de financement et grandes difficultés à mettre à sec les fondations.

#### 1554-1561: deuxième et troisième piles, les difficultés redoublent
Pour la construction de la deuxième pile, les entrepreneurs qui se succédèrent dès 1555 (dont l'un fut jeté en prison) eurent le plus grand mal à assécher les batardeaux et à atteindre la couche de marne dure sous les alluvions. Le système d'adjudication des travaux favorisait l'entrepreneur le moins-disant sans tenir compte de son expérience, et ce n'est qu'en 1559 que la deuxième pile fut terminée. Les travaux sur la troisième pile, commencés en 1556, furent achevés en 1561 après que le batardeau ait dû être cloisonné en trois compartiments pour limiter l'impact destructeur que les crues du fleuve avaient sur ces ouvrages faits de palplanches de bois.

#### 1562-1581: gestion «en régie» et construction des quatrième et cinquième piles
En approchant du milieu du fleuve et de la rive droite, on avait conscience que le plus difficile restait à venir car le sol porteur, la marne, se trouvait établi encore plus profondément. Plus aucun entrepreneur ne se risquant à assumer les aléas d'un tel chantier, la ville fut donc forcée de faire travailler « en régie », c'est-à-dire en salariant les maîtres et les ouvriers. Cela eut le mérite d'amener sur le chantier des intervenants plus experts : un ingénieur du roi, Claude Flaigelle, fut sollicité pour installer une nouvelle machine à draguer le fond des batardeaux. En 1567 l'architecte Dominique Bertin reprit les travaux de la quatrième pile pour les mener à bien.
Vers 1567 également, l'administration royale ôta la gestion du projet des mains des capitouls et, sans doute en anticipation des difficultés de fondation des piles à venir, on décida de réduire de sept à six le nombre des piles afin de minimiser les risques.

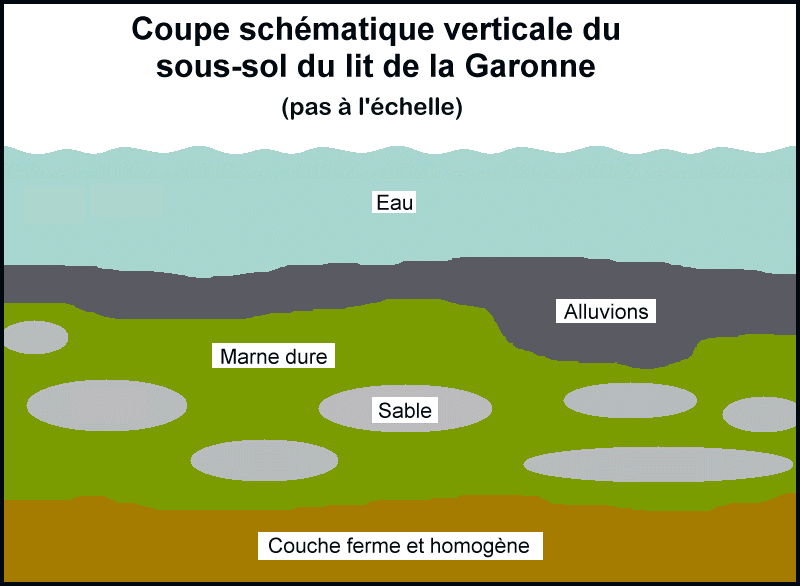
Pour poser les fondations des piles du pont, les constructeurs de la Renaissance recherchaient ce qu'ils appelaient "la ferme balme", en l'occurrence la couche de marne dure sous les alluvions. Mais celle-ci est constellée d'épaisses lentilles de sable d'argerènes indétectables par les moyens de sondage de l'époque (lesquels se résumaient à une longue tige de fer traversant les alluvions pour relever la profondeur où trouver le sol dur).
Ces lentilles forment un substrat stable tant qu'elles restent encapsulées, mais que leur toit de marne vienne à être fracturé (par des fondations, des pilotis, des batardeaux ou simplement par l'affouillement) et le sable de la lentille exposée au courant est progressivement remplacé par des alluvions dont la nature instable peut entraîner la ruine d'une pile en quelques décennies ou même quelques années.

En 1579 démarrèrent les travaux de la cinquième pile sous la direction de l'architecte Dominique Bachelier. Pour cette pile la couche de marne compacte resta inatteignable car elle se trouvait au fond d'une vaste cuvette remplie d'alluvions, reliquat d'une ancienne lentille de sable dont le toit de marne avait disparu depuis longtemps. Estimant que les parois de la cuvette maintiendraient et stabiliseraient les alluvions s'y trouvant, les constructeurs posèrent les fondations sur des pilotis de bois traversant la cuvette et la pile fut terminée dès 1581. Malheureusement leurs espérances furent déçues et les pilotis furent balayés par le mouvement des alluvions, trente ans plus tard il fallut reprendre cette cinquième pile en totalité.
De 1581 à 1597 le chantier fut arrêté, les guerres de religion ayant pris une tournure de guerre civile incompatible avec la poursuite de travaux de cette importance.

#### 1597-1606: la sixième pile et la culée rive droite
Le chantier reprit en 1597 sous la direction de deux architectes toulousains réputés, Dominique Capmartin et Pierre Souffron, qui s'attelèrent à l'édification de la sixième pile, terminée en 1601, et à celle de la culée de la rive droite entre 1602 et 1606. Pour l'occasion furent utilisés des batardeaux à enceintes multiples en gradins améliorant considérablement l'étanchéité.
De 1610 à 1612 le même Pierre Souffron procéda à la reconstruction de la cinquième pile de Dominique Bachelier ruinée par l'instabilité du milieu de fondation. Souffron fut également chargé du voûtement de la septième arche entre la sixième pile et la culée de la rive droite, mais les crues ralentirent le chantier et seule une moitié d'arche était construite en 1613, ce qui amena les États de Languedoc à se plaindre de la lenteur des travaux. Cela conduisit le Conseil du Roi à envoyer un commissaire accompagné de l'architecte Jacques Lemercier, alors architecte du roi à Paris (il deviendra même plus tard « premier-architecte »).

#### 1614-1632: Mise en œuvre du projet de voûtement de Jacques Lemercier et mise en service
Toutes les piles étant en place, Lemercier établit alors un projet de voûtement dont l'adjudication fut gagnée par un groupe d'entrepreneurs parisiens. C'est à cette occasion que le jeune architecte François Mansart, appelé à une fameuse notoriété, se rendit sur le chantier toulousain en tant que mandataire de l'un des entrepreneurs parisiens.
Ralenti par la nécessité de reprendre la pile quatre et la culée de la rive droite, mais également par un certain antagonisme du milieu toulousain envers le milieu parisien alors aux commandes, le chantier de voûtement ne fut terminé qu'en 1632 : le pont pouvait enfin être ouvert à la circulation.
Pendant près de deux cents ans, jusqu'à l'ouverture du Pont de pierre à Bordeaux en 1822, Le Pont-Neuf fut le seul pont permanent sur la Garonne.

#### 1642: érection de la porte monumentale
La construction du Pont-Neuf fut parachevée en 1642 par l'édification d'un portail monumental conçu par l'architecte Jean Cailhau, véritable arc de triomphe portant les haut-reliefs de Louis XIII à cheval et de deux renommées, œuvres du sculpteur Pierre Affre. Cette porte fut supprimée entre 1858 et 1867 pour faire plus de place à la circulation.

### Autres événements remarquables

#### 1659: Inauguration du pont par Louis XIV
Le 19 octobre 1659, 27 ans après sa mise en service, le pont fut inauguré par le jeune roi Louis XIV de passage à Toulouse alors qu'il se rendait au Pays basque pour son mariage avec Marie-Thérèse d'Autriche.

#### Structures provisoires en bois au début duXVIIesiècle
En 1606, devant la lenteur du chantier, un tablier de bois provisoire fut construit sur les piles du Pont-Neuf en attendant la construction des arches. Toutefois, ayant été établi trop bas, ce tablier fut partiellement emporté par des crues en août 1607,, et en mars 1609, avant d'être totalement détruit lors du grand débordement du 14 mai 1613,. C’est alors que fut décidée, un peu en amont, la construction du Pont de Clary, ou Pont de bois, « pour la commodité du public » et « pour le transport des marchandises par charrettes »,, détruit par la crue de 1631 et non reconstruit car le Pont-Neuf était sur le point d'entrer en service.

#### Crue de 1875

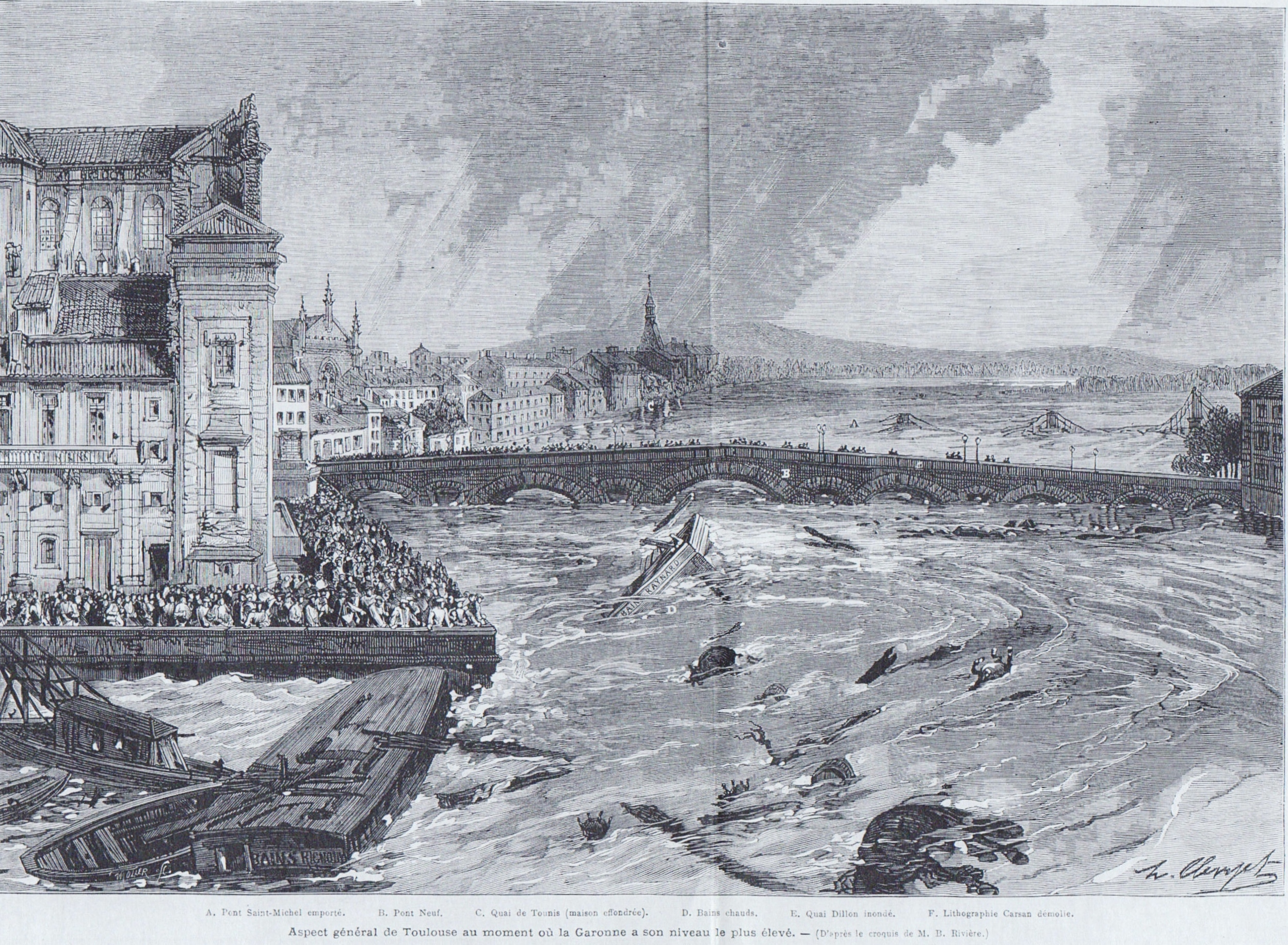
Gravure illustrant la crue du 23 juin 1875 à Toulouse.

La crue de 1875 est restée dans les annales comme la plus destructrice de toutes les crues de la Garonne à Toulouse : avec un débit 36 fois supérieur à la normale et un record de 8,32 mètres à l'échelle du Pont-Neuf, le fleuve sortit de son lit et fit 208 morts (3000 morts dans l'ensemble de la vallée de la Garonne), détruisit plus de 1200 maisons et mit à mal les récents ponts Saint-Michel et Saint-Pierre ainsi que la digue du Cours Dillon.
Grâce à sa conception, à sa largeur ainsi qu'à la surveillance et aux soins constants dont il était l'objet depuis sa création, le Pont-Neuf fut le seul pont de Toulouse à résister à cette crue.

#### 1916-1918: projet de destruction de l'ingénieur Pendariès
La catastrophe de 1875 ainsi que d'autres crues ultérieures ayant inondé le quartier Saint-Cyprien firent naître en 1916 un projet des Ponts-et-Chaussées de l’ingénieur Pendariès visant à la destruction du Pont-Neuf, de l'Hôtel-Dieu Saint-Jacques et de l'hôpital de La Grave, accusés de former un goulet d'étranglement et de favoriser les inondations. Les Académies savantes et la société des Toulousains de Toulouse notamment se dressèrent contre ce projet et parvinrent à le faire annuler en 1918.

#### Travaux de renforcement de 1937 à 1949
Lors de travaux menés entre 1937 et 1949, les fondations des piles furent portées jusqu'à la couche de sol ferme et homogène sous la couche de marne. Cette solution, permise par les techniques de construction modernes, réglait de manière définitive la question de l'instabilité du sol porteur. Cela fut également l'occasion de supprimer les disgracieuses "banquettes" en béton à fleur d'eau qui, au fil du temps, s'étaient accumulées sous les arches à mesure qu'il était nécessaire de trouver de nouveaux points d'appui quand, par affouillement, ceux-ci disparaissaient sous les piles ou sous les banquettes précédentes.

## Caractéristiques techniques
- Longueur : 220 m
- Largeur : 20 m
- Nombre d'arches : 7
- Nombre de travées : 11
- Plus longue portée : 37 m

## Galerie

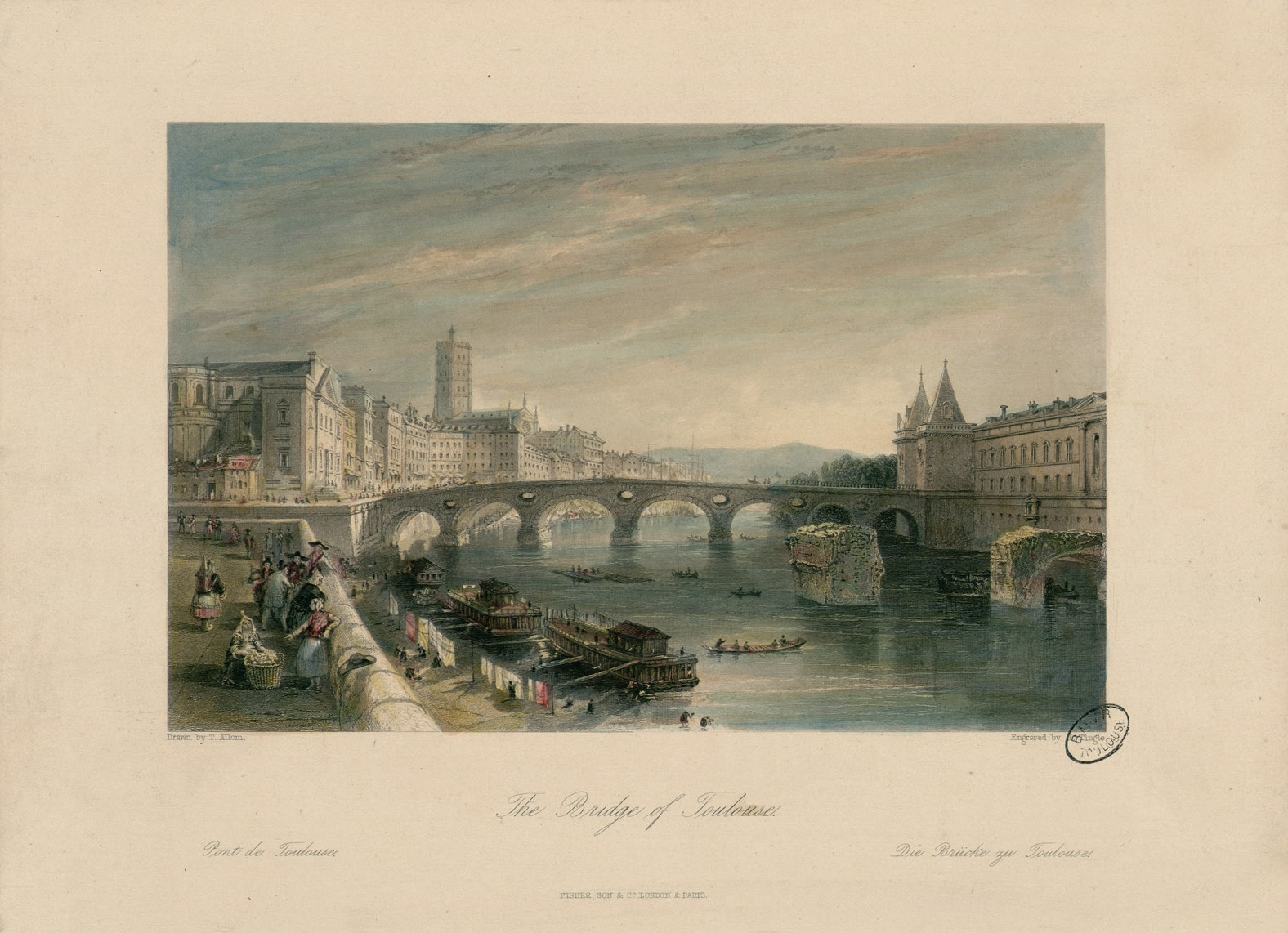
Le Pont-Neuf vers 1840 par Thomas Allom.
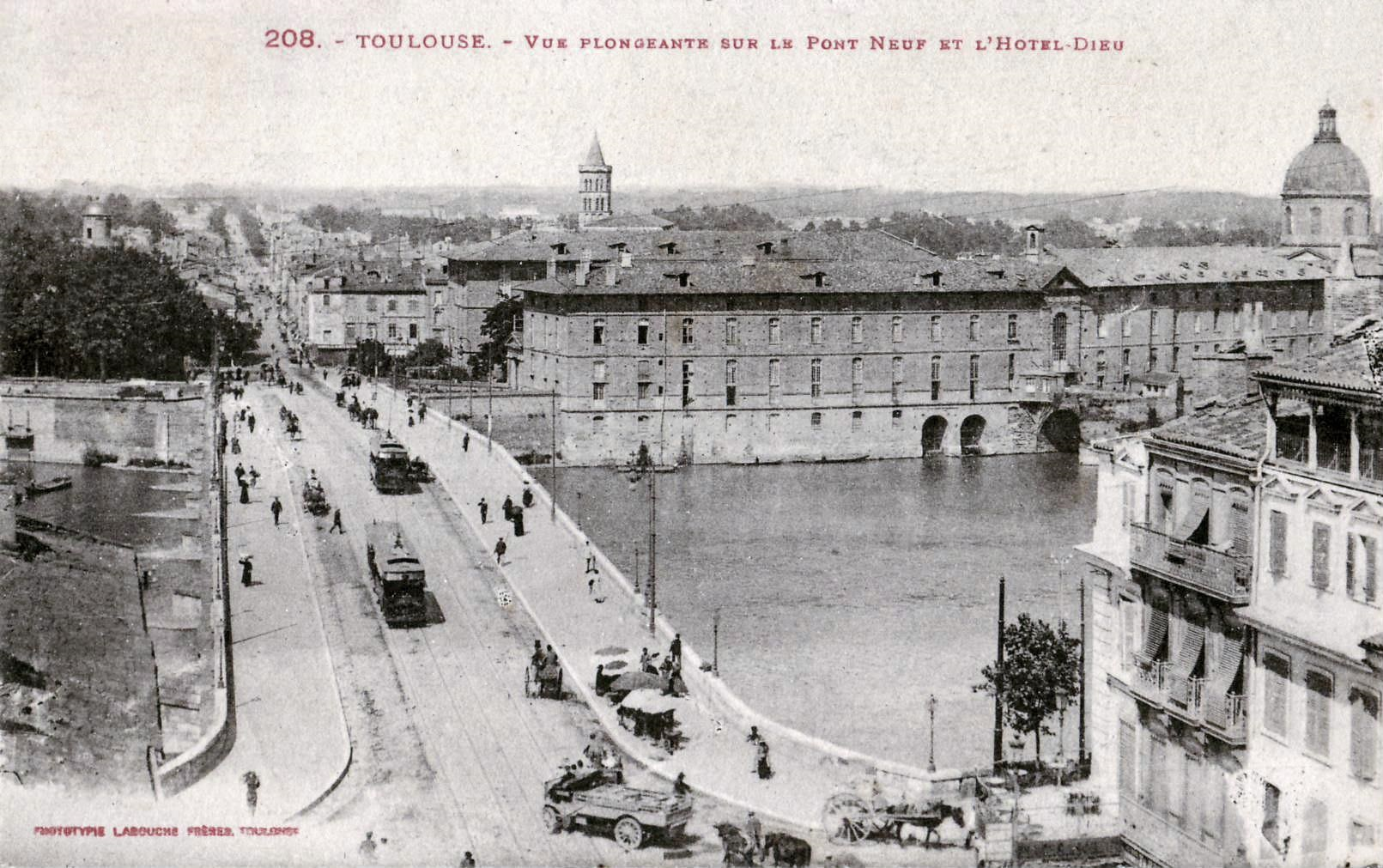
Le pont dans les années 1920, avec l'ancien tramway.
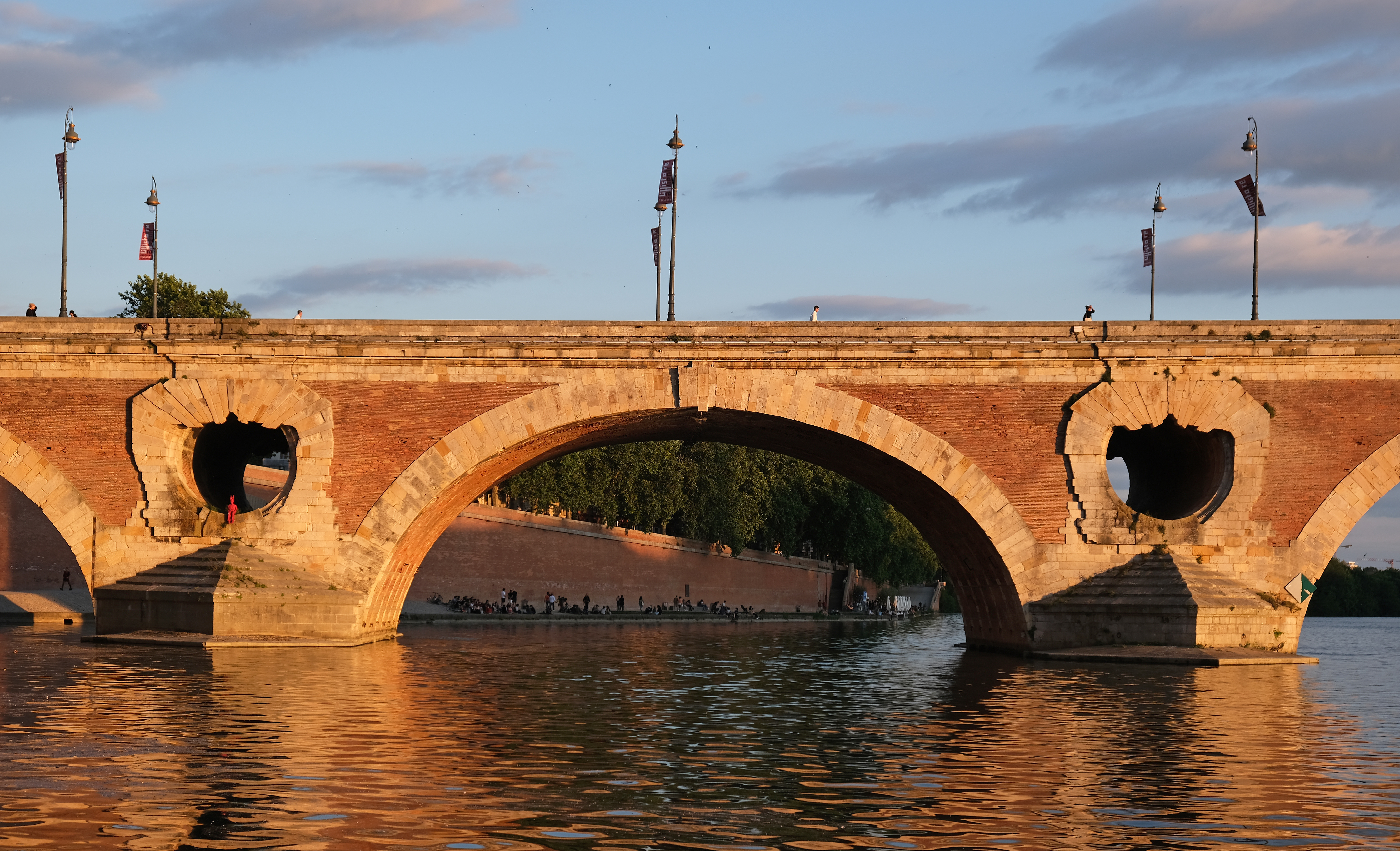
Détail des piles et d'une arche.
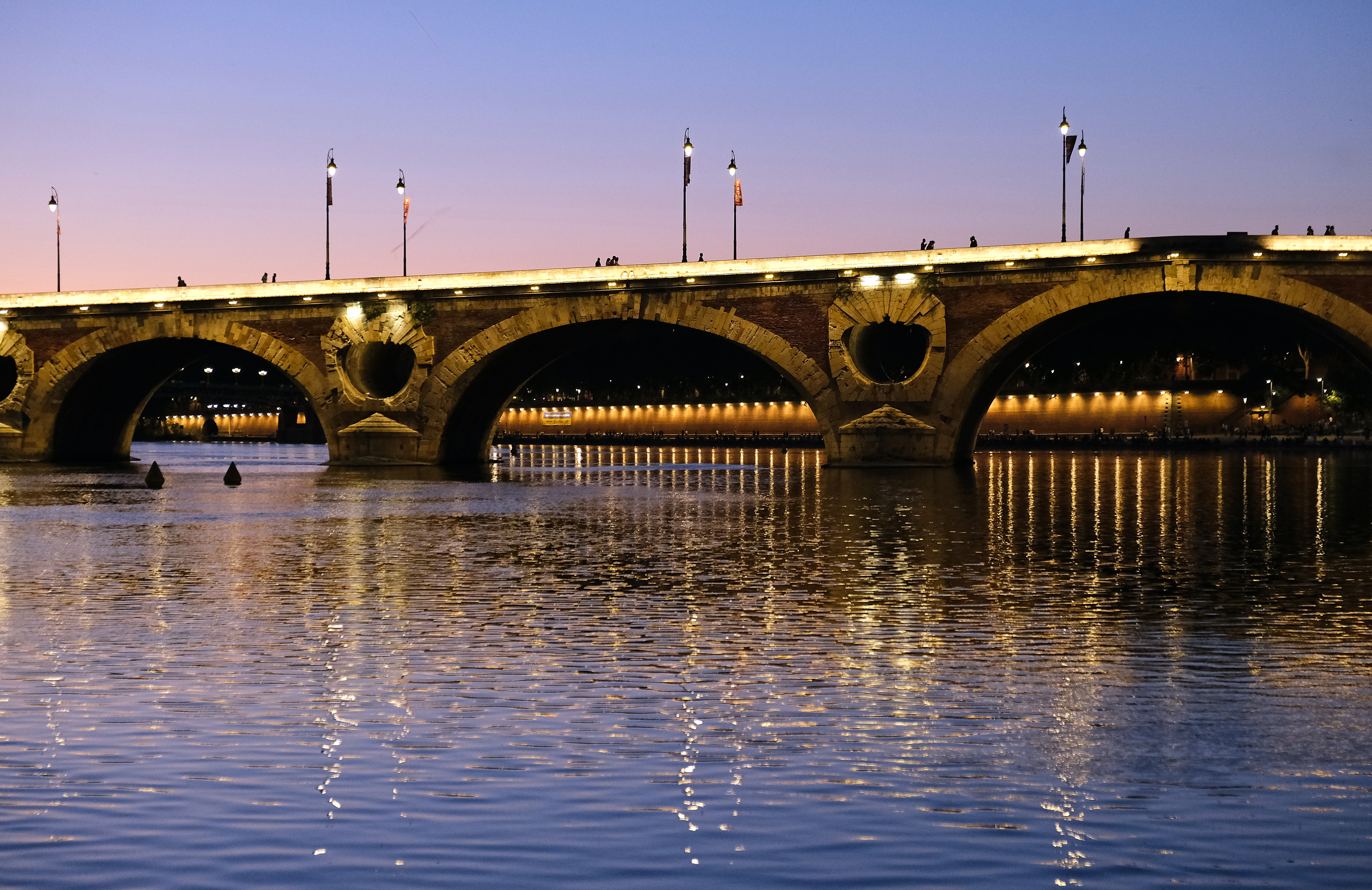
Le Pont-Neuf de nuit.
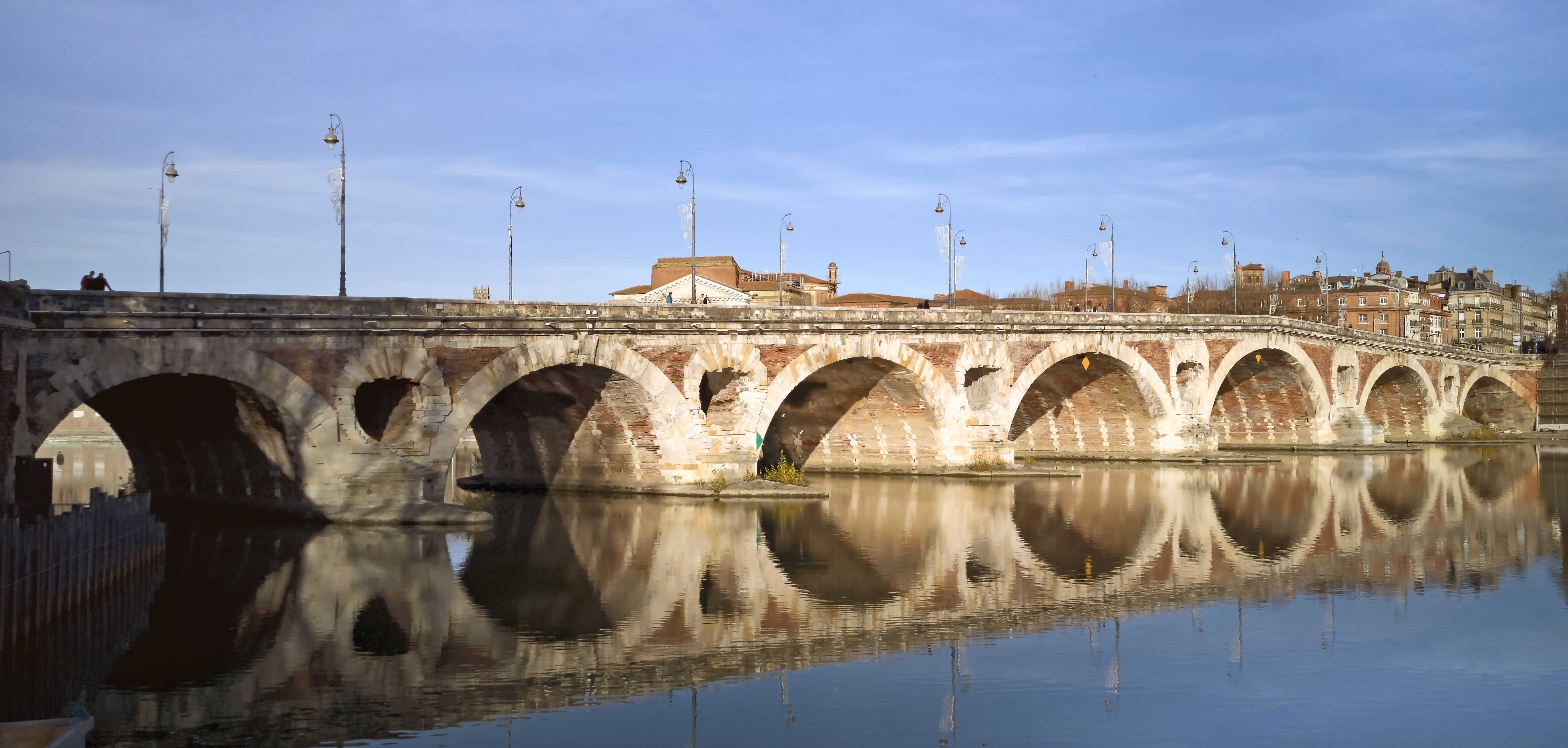
Le Pont-Neuf depuis la prairie des filtres.
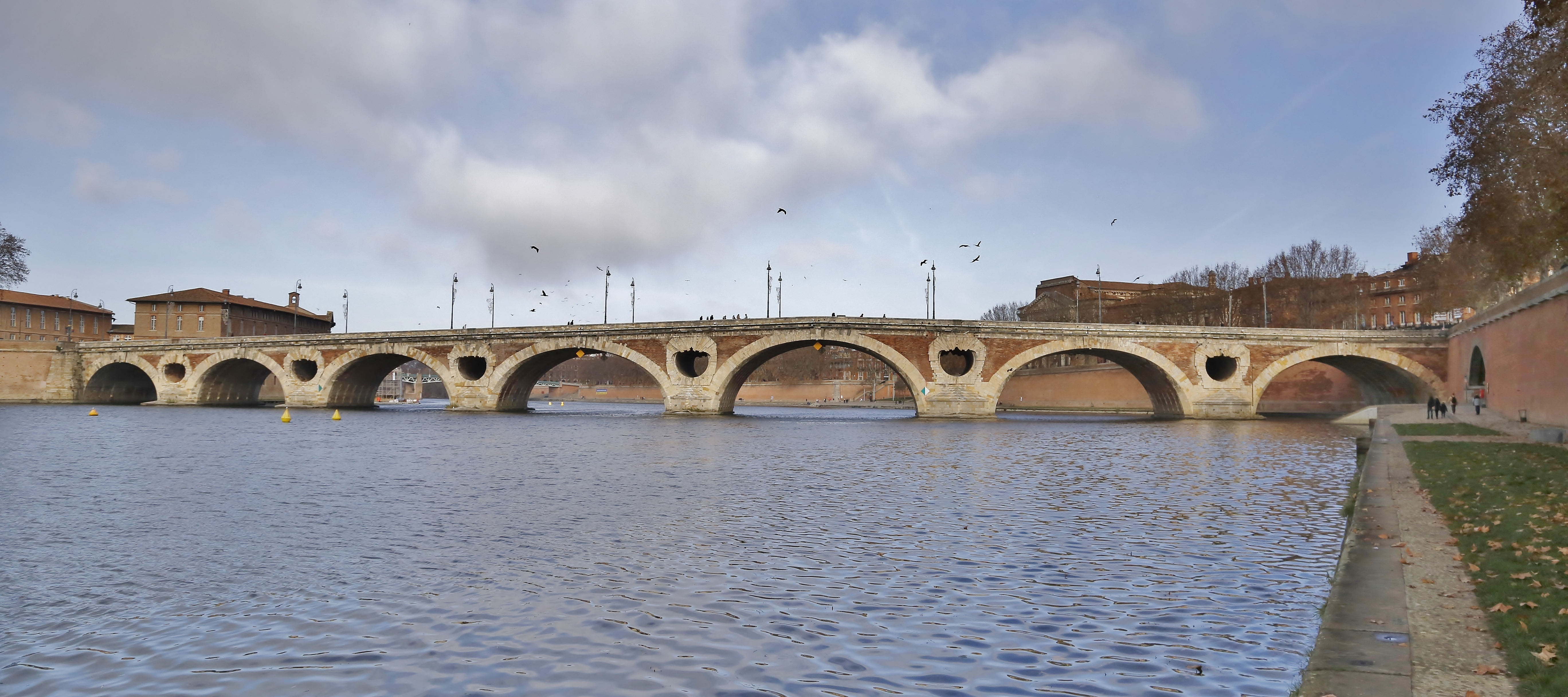
Le pont compte 6 piles et 7 arches de tailles inégales. La rive gauche étant de plusieurs mètres plus basse que la rive droite, la pente du pont vers la rive gauche doit multiplier les arches de hauteurs différentes pour rattraper la différence de niveau.
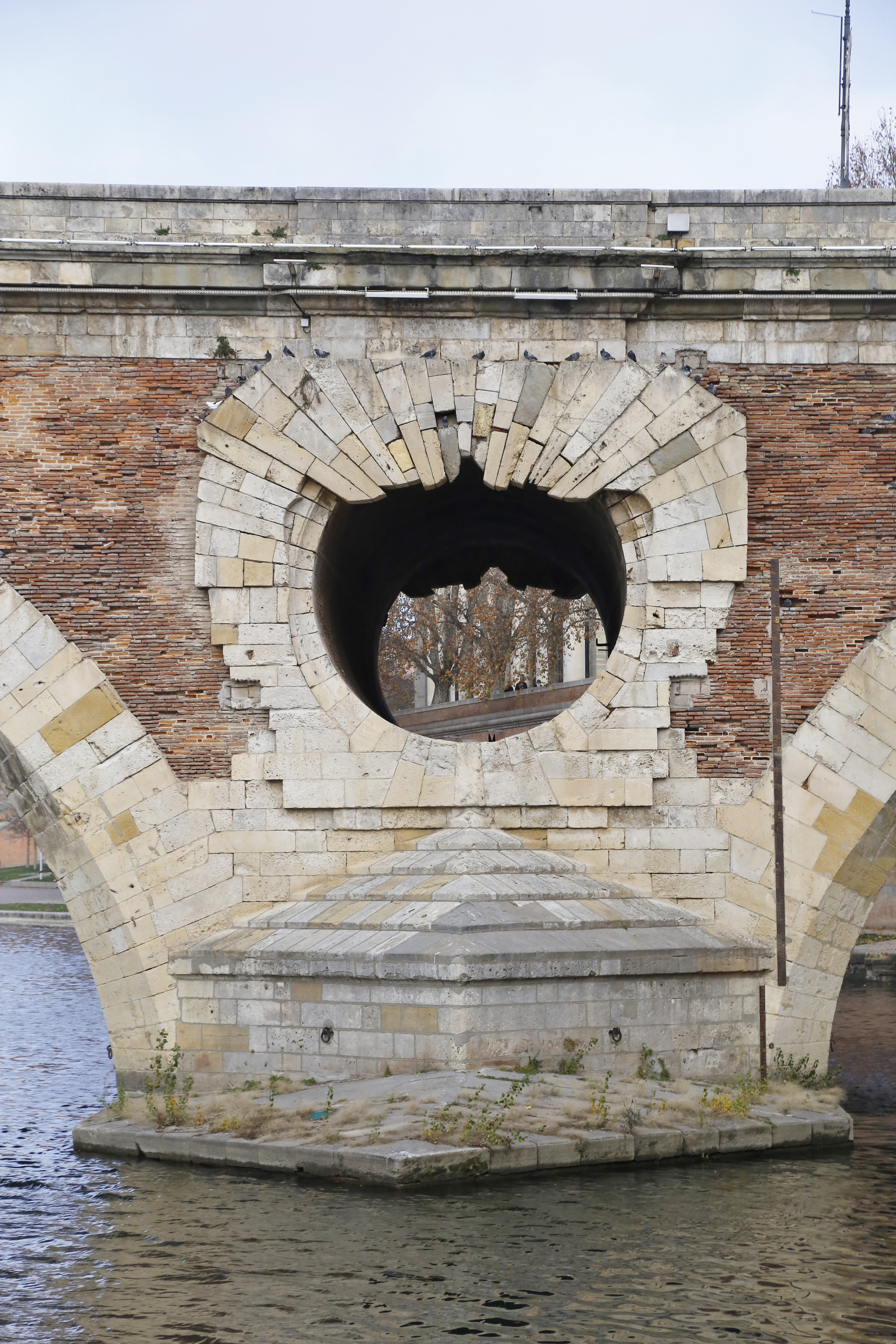
Détail d'une pile avec oculus et becs superposés.
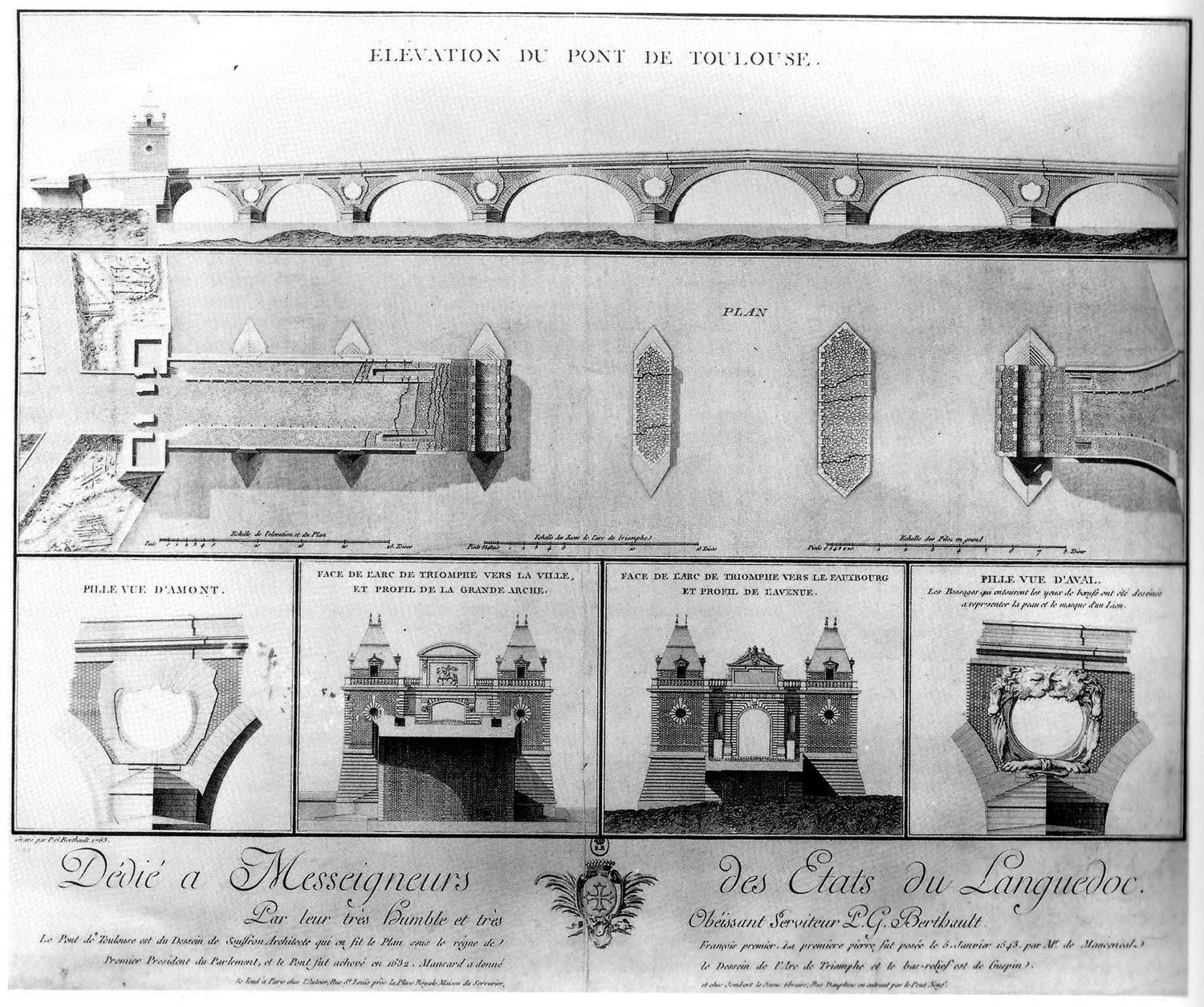
Gravure de 1783 montrant notamment les décorations prévues.
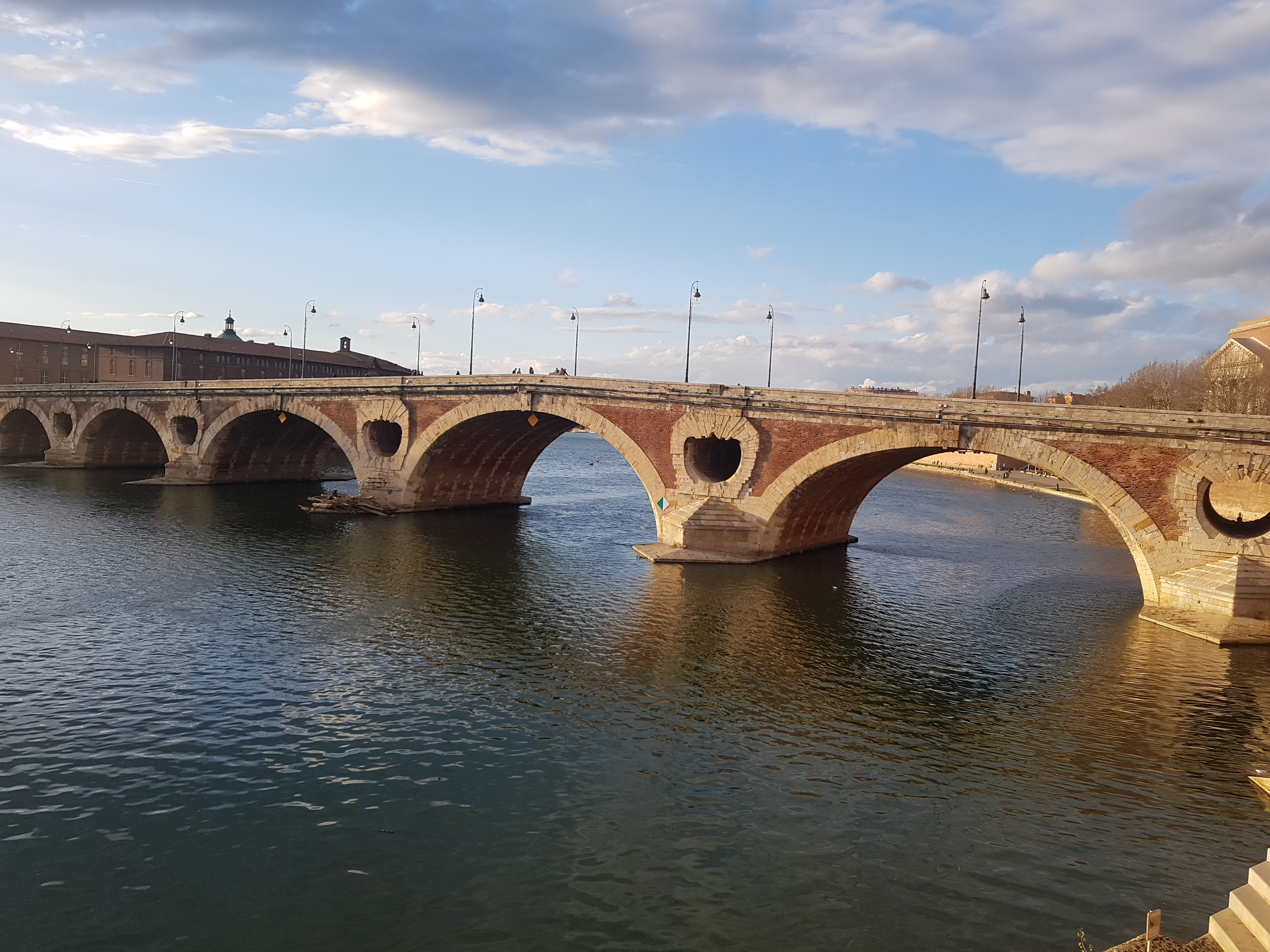
Le Pont-Neuf vu du quai de Tounis